# Ульчу
Ульчу (кор. 울주) — уезд в составе города-метрополиса Ульсан, Республика Корея. Официальное название административно-территориального деления — уезд Ульчу (кор. 울주군). Административный центр — уездный город Чхоннян. 

## Туризм и достопримечательности
- Петроглифы в Ульсане